# 咽後膿腫
咽後膿腫（retropharyngeal abscess (RPA)）是位於喉嚨後部之咽後壁（咽後間隙）組織中的膿腫。由於咽後膿腫通常發生在深部組織中，因此僅通過身體檢查是難以診斷出病灶的。咽後膿腫是一種相對不常見的疾病，因此可能無法在出現頸部僵硬、不適，吞嚥障礙或下列其他症狀的兒童中能夠早期診斷出來的。早期診斷是關鍵因素，而延遲診斷及治療可能導致死亡。咽旁間隙與咽後間隙相通，咽後間隙的感染可以從食道後面傳染到縱膈。咽後膿腫也可以發生在任何年齡的成年人身上。咽後膿腫可導致氣道阻塞或敗血症 - 這兩種危及生命緊急情況之病症。死亡通常發生在病患沒有立即接受治療，而且患者可能因病況嚴重而窒息。

## 外部連結
- Retropharyngeal abscess--Radiology Case（页面存档备份，存于）